# Julius Rose

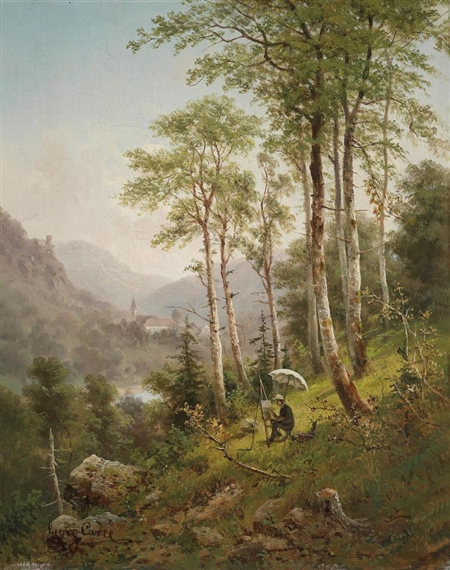
Der Landschaftsmaler bei der Arbeit

Karl Julius Rose (auch Antonio Rose, Georg Carré, * 24. Oktober 1828 in Königsbrück bei Dresden; † 23. Oktober 1911 in München) war ein deutscher Landschaftsmaler.

## Leben
Rose kam 1836 mit seiner Familie nach München. Er begann eine Bildhauer-Lehre, brach sie jedoch bald ab und nahm eine Gärtnerlehre auf. Julius arbeitete gemeinsam mit seinem Vater im Schlossgarten des Grafen Hohenthal.
Die Gräfin erkannte seine Begabung und ließ ihn die Bilder aus der Bildergalerie des Schlosses kopieren. Rose studierte Malerei an der Kunstakademie Dresden bei Christian Gottlob Hammer. Danach unternahm er Studienreisen in die Schweiz und nach Italien.
Rose malte hauptsächlich Hochgebirgslandschaften sowie skandinavische Fjords; charakteristisch sind aber vor allem auch seine Seestücke mit Fischerbooten im bewegten Wasser der Nordsee oder des Mittelmeers.

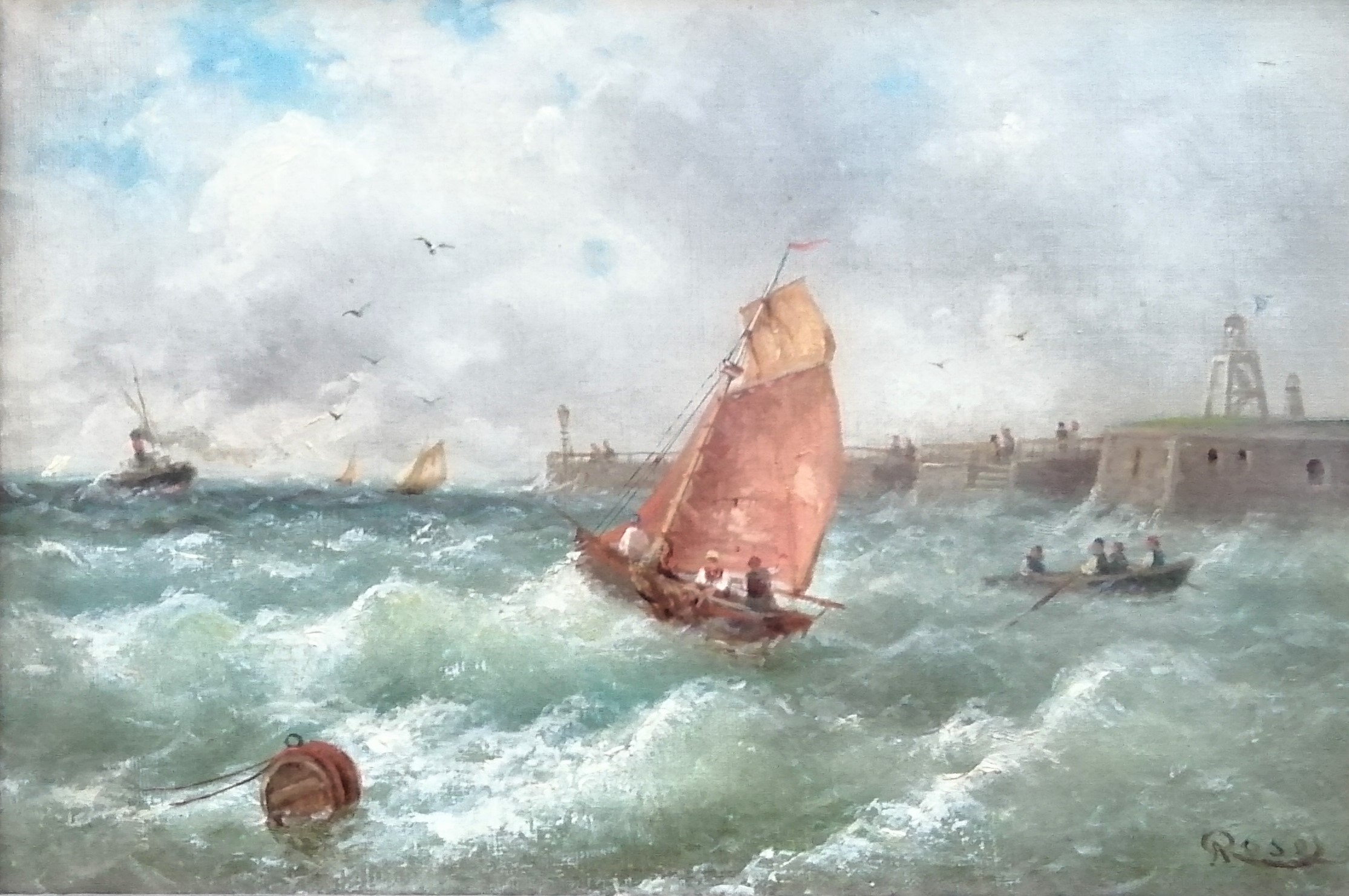

Rose signierte seine Werke oft mit seinen Pseudonymen „Antonio Rose“ oder „Georg Carré“ in unterschiedlichen Varianten (Caré, Carée, Carré).